# Гигант (филм)
„Гигант“ (на английски: Giant) е американски драматичен игрален филм, излязъл по екраните през 1956 година, режисиран от Джордж Стивънс с участието на Рок Хъдзън, Елизабет Тейлър, Джеймс Дийн и Мерседес Маккембридж в главните роли. Сценарият, написан от Иван Мофат и Фред Гуйол, е базиран на едноименната новела от Една Фербер. Филмът е последното участието на Джеймс Дийн, който загива в автомобилна катастрофа преди реализирането на продукцията. Поради тази причина, някои от репликите му са озвучени от актьора Ник Адамс. За изпълнението си, Дийн е номиниран посмъртно за „Оскар“ в категорията за най-добра мъжка роля.

## Сюжет
Бик Бенедикт (Рок Хъдсън) е едър собственик на добитък, който се жени за жизнената красавица от Мериленд, Лесли (Елизабет Тейлър). След смъртта на сестра му (Мeрсeдeс Макенбридж) се разбира, че тя е оставила част от семейния имот на Джет Ринг (Джеймс Дийн), техен работник. Ринг открива петрол в земята си и става неимоверно богат, но личния му живот е пълно разочарование (изпитва несподелени любов към Лесли) и се пропива. С напредването на годините Бик и Лесли все повече са загрижени кой ще поеме управлението на земите им, защото децата им поемат по свой собствен път. Налага им се да приемат нещата такива, каквито са...

## В ролите
| Актьор               | Роля                                         |
| -------------------- | -------------------------------------------- |
| Рок Хъдзън           | Джордан 'Бик' Бенедикт                       |
| Елизабет Тейлър      | Лесли Бенедикт, съпруга на Джордан           |
| Джеймс Дийн          | Джет Ринк                                    |
| Мерседес Маккембридж | Луз Бенедикт, сестра на Джордан              |
| Джейн Уитърс         | Вашти Снит, приятелка на Лесли               |
| Робърт Никълс        | Морт Снит, съпруг на Вашти                   |
| Чил Уилс             | чичо Баули                                   |
| Карол Бейкър         | Луз Бенедикт ІІ, дъщеря на Лесли и Джордан   |
| Денис Хопър          | Джордан Бенедикт ІІІ, син на Лесли и Джордан |
| Фран Бенет           | Джуди Бенедикт, дъщеря на Лесли и Джордан    |
| Ърл Холман           | Робърт Дейс                                  |
| Елза Карденас        | Хуана Гуера Бенедикт                         |
| Пол Фикс             | д-р Хорас Линтън, бащата на Лесли            |
| Джудит Евелин        | г-жа Нанси Линтън, майката на Лесли          |
| Каролин Крейг        | Лейси, сестрата на Лесли                     |
| Род Тейлър           | Сър Дейвид Карфри, съпруг на Лейси           |

## Награди и Номинации
Филмът е сред основните заглавия на 29-ата церемония по връчване на наградите „Оскар“, където е номиниран за отличието в цели 10 категории, включително за най-добър филм, печелейки приза за най-добър режисьор за Джордж Стивънс.
През 2005 година, произведението е избрано като културно наследство за опазване в Националния филмов регистър към Библиотеката на Конгреса на САЩ.